# أنطونيو بيرس
أنطونيو بيرس (بالإنجليزية: Antonio Pierce)‏ هو لاعب كرة قدم أمريكية أمريكي، ولد في 26 أكتوبر 1978 في أونتاريو في الولايات المتحدة.

## وصلات خارجية
- أنطونيو بيرس على موقع مرجع كرة القدم المحترفة.كوم (الإنجليزية)